# Florian Stofer
Florian Stofer (ur. 25 czerwca 1981 w Sempach) – szwajcarski wioślarz.

## Osiągnięcia
- Mistrzostwa Świata Juniorów – Linz 1998 – czwórka podwójna – 15. miejsce[1].
- Mistrzostwa Świata Juniorów – Płowdiw 1999 – dwójka podwójna – 10. miejsce[1].
- Mistrzostwa Świata – Mediolan 2003 – czwórka podwójna – 10. miejsce[1].
- Igrzyska Olimpijskie – Ateny 2004 – czwórka podwójna – 8. miejsce[1].
- Mistrzostwa Świata – Gifu 2005 – dwójka podwójna – 15. miejsce[1].
- Mistrzostwa Świata – Monachium 2007 – ósemka – 9. miejsce[1].
- Mistrzostwa Świata – Poznań 2009 – dwójka podwójna – 7. miejsce[1].
- Mistrzostwa Europy – Brześć 2009 – dwójka podwójna – 2. miejsce[1].
- Mistrzostwa Europy – Montemor-o-Velho 2010 – dwójka podwójna – 6. miejsce[1].